# Trematodon novae-hannoverae
Trematodon novae-hannoverae là một loài rêu trong họ Bruchiaceae. Loài này được Müll. Hal. mô tả khoa học đầu tiên năm 1883.